# Związek Socjalistycznych Republik Radzieckich na Letnich Igrzyskach Olimpijskich 1960
Związek Socjalistycznych Republik Radzieckich na Letnich Igrzyskach Olimpijskich 1960 reprezentowało 283 zawodników (233 mężczyzn i 50 kobiet). Był to trzeci start reprezentacji ZSRR na letnich igrzyskach olimpijskich.

## Zdobyte medale
| Medal                | Zawodnik | Konkurencja                             | Rezultat |
| Boks                 | Boks | Boks                                    | Boks |
| -------------------- | --- | --------------------------------------- | --- |
| Złoto                | Oleg Grigorjew | waga kogucia                            | W finale pokonał reprezentanta Włoch Primo Zampariniego 297:296                                                      |
| Srebro               | Siergiej Siwko | waga musza                              | W finale przegrał z reprezentantem Węgier Gyula Törökiem 294:295                                                     |
| Srebro               | Jurij Radoniak | waga półśrednia                         | W finale przegrał z reprezentantem Włoch Giovanni Benvenutiem 288:297                                                |
| Brąz                 | Boris Łagutin | waga lekkośrednia                       | W półfinale przegrał z reprezentantem USA Wilbertem McClure’m 294:296                                                |
| Brąz                 | Jewgienij Fieofanow | waga średnia                            | W półfinale przegrał z reprezentantem Polski Tadeuszem Walaskiem 291:295                                             |
| Gimnastyka           | |                                         | |
| Złoto                | Boris Szachlin | wielobój indywidualnie                  | 115,95 pkt |
| Złoto                | Boris Szachlin | skok przez konia                        | 19,350 pkt |
| Złoto                | Boris Szachlin | ćwiczenia na poręczach                  | 19,40 pkt |
| Złoto                | Boris Szachlin | ćwiczenia na koniu z łękami             | 19,375 pkt |
| Złoto                | Albert Azarian | ćwiczenia na kółkach                    | 19,725 pkt |
| Złoto                | Łarysa Łatynina | wielobój indywidualnie                  | 77,031 pkt |
| Złoto                | Łarysa Łatynina | ćwiczenia wolne                         | 19,583 pkt |
| Złoto                | Margarita Nikołajewa | skok przez konia                        | 19,316 pkt |
| Złoto                | Polina Astachowa | ćwiczenia na poręczach                  | 19,616 pkt |
| Złoto                | Łarysa Łatynina Margarita Nikołajewa Polina Astachowa Sofja Muratowa Lidija Iwanowa Tamara Liuchina-Zamojtałowa                                                                                        | wielobój drużynowo                      | 382,320 pkt |
| Srebro               | Jurij Titow | ćwiczenia wolne                         | 19,316 pkt |
| Srebro               | Boris Szachlin | ćwiczenia na kółkach                    | 19,500 pkt |
| Srebro               | Boris Szachlin Jurij Titow Albert Azarian Władimir Portnoj Nikołaj Miliguło Walerij Kierdiemielidi | wielobój drużynowo                      | 572,70 pkt |
| Srebro               | Sofja Muratowa | wielobój indywidualnie                  | 76,696 pkt |
| Srebro               | Sofja Muratowa | skok przez konia                        | 19,049 pkt |
| Srebro               | Polina Astachowa | ćwiczenia wolne                         | 19,532 pkt |
| Srebro               | Łarysa Łatynina | ćwiczenia na poręczach                  | 19,416 pkt |
| Srebro               | Łarysa Łatynina | ćwiczenia na równoważni                 | 19,233 pkt |
| Brąz                 | Jurij Titow | wielobój indywidualnie                  | 115,60 pkt |
| Brąz                 | Władimir Portnoj | skok przez konia                        | 19,225 pkt |
| Brąz                 | Boris Szachlin | ćwiczenia na drążku                     | 19,475 pkt |
| Brąz                 | Polina Astachowa | wielobój indywidualnie                  | 76,164 pkt |
| Brąz                 | Tamara Liuchina-Zamojtałowa | ćwiczenia wolne                         | 19,449 pkt |
| Brąz                 | Tamara Liuchina-Zamojtałowa | ćwiczenia na poręczach                  | 19,399 pkt |
| Brąz                 | Łarysa Łatynina | skok przez konia                        | 19,016 pkt |
| Brąz                 | Sofja Muratowa | ćwiczenia na równoważni                 | 19,232 pkt |
| Jeździectwo          | |                                         | |
| Złoto                | Siergiej Fiłatow | ujeżdżenie                              | 2144 pkt |
| Kajakarstwo          | |                                         | |
| Złoto                | Leonid Giejsztor Siergiej Makarienko | C-2 1000 m                              | 4:17,04 |
| Złoto                | Antonina Sieriedina | K-1 500 m                               | 2:08,08 |
| Złoto                | Antonina Sieriedina Marija Szubina | K-2 500 m                               | 1:54,76 |
| Srebro               | Aleksandr Siłajew | C-1 1000 m                              | 4:34,01 |
| Kolarstwo            | |                                         | |
| Złoto                | Wiktor Kapitonow | wyścig indywidualny ze startu wspólnego | 4:20:3,07 |
| Brąz                 | Aleksiej Pietrow Wiktor Kapitonow Jewgienij Klewcow Jurij Mielichow | wyścig drużynowy na 100 km              | 2:18:41,67 |
| Brąz                 | Rostisław Wargaszkin | 1 km ze startu zatrzymanego             | 1:08,86 |
| Brąz                 | Władimir Leonow Boris Wasiljew | tandemy                                 | wygrana walkowerem                                                                                                   |
| Brąz                 | Arnold Belgardt Łeonid Kołumbet Stanisław Moskwin Wiktor Romanow | 4 km drużynowo na dochodzenie           | 4:34,05 |
| Koszykówka           | |                                         | |
| Srebro               | Giennadij Wolnow Aleksandr Pietrow Wiktor Zubkow Jurij Korniejew Jānis Krūmiņš Michaił Siemionow Wladimer Ugrechelidze Guram Minaszwili Albert Waltin Maigonis Valdmanis Cēzars Ozers Valdis Muižnieks | turniej mężczyzn                        | W finałowej grupie wygrali z reprezentacją Brazylii 64:62, reprezentacją Włoch 78:70 i przegrali z reprezentacją USA |
| Lekkoatletyka        | |                                         | |
| Złoto                | Piotr Bołotnikow | bieg na 10 000 m                        | 28:32,2 |
| Złoto                | Wołodymyr Hołubnyczy | chód na 20 km                           | 1:34:07,2 |
| Złoto                | Robert Szawłakadze | skok wzwyż                              | 2,16 m |
| Złoto                | Wasilij Rudienkow | rzut młotem                             | 67,10 m |
| Złoto                | Wiktor Cybułenko | rzut oszczepem                          | 84,64 m |
| Złoto                | Ludmiła Szewcowa | bieg na 800 m                           | 2:04,3 |
| Złoto                | Irina Press | bieg na 80 m przez płotki               | 10,8 |
| Złoto                | Wira Krepkina | skok w dal                              | 6,37 m |
| Złoto                | Tamara Press | pchnięcie kulą                          | 17,32 m |
| Złoto                | Nina Ponomariowa | rzut dyskiem                            | 55,10 m |
| Złoto                | Elvīra Ozoliņa | rzut oszczepem                          | 55,98 m |
| Srebro               | Nikołaj Sokołow | bieg na 3000 m z przeszkodami           | 8:36,4 |
| Srebro               | Gusman Kosanow Łeonid Barteniew Jurij Konowałow Edwin Ozolin | sztafeta 4 × 100 m                      | 40,1 |
| Srebro               | Władimir Goriajew | trójskok                                | 16,63 m |
| Srebro               | Walerij Brumel | skok wzwyż                              | 2,16 m |
| Srebro               | Tamara Press | rzut dyskiem                            | 52,59 m |
| Brąz                 | Siemion Rżyszczyn | bieg na 3000 m z przeszkodami           | 8:42,2 |
| Brąz                 | Igor Ter-Owanesian | skok w dal                              | 8,04 m |
| Brąz                 | Witold Kriejer | trójskok                                | 16,43 m |
| Brąz                 | Wasilij Kuzniecow | dziesięciobój                           | 7809 pkt |
| Brąz                 | Birutė Kalėdienė | rzut oszczepem                          | 53,45 m |
| Pięciobój nowoczesny | |                                         | |
| Srebro               | Igor Nowikow Nikołaj Tatarinow Hanno Selg | drużynowo                               | 14 309 pkt |
| Piłka wodna          | |                                         | |
| Srebro               | Petre Mszwenieradze Boris Gojchman Wiktor Agiejew Wiaczesław Kuriennoj Leri Gogoladze Giwi Czikwanaia Anatolij Kartaszow Jurij Grigorowski Władimir Siemionow Jewgienij Salcyn Władimir Nowikow        | turniej mężczyzn                        | W finałowej grupie wygrali z reprezentacją Jugosławii 4:3 i zremisowali z reprezentacją Węgier 3:3                   |
| Podnoszenie ciężarów | |                                         | |
| Złoto                | Jewgienij Minajew | kategoria wagowa 56 – 60 kg             | 372,5 kg |
| Złoto                | Wiktor Buszujew | kategoria wagowa 60 – 67,5 kg           | 397,5 kg |
| Złoto                | Aleksandr Kurynow | kategoria wagowa 67,5 – 75 kg           | 437,5 kg |
| Złoto                | Arkadij Worobjow | kategoria wagowa 82,5 – 90 kg           | 472,5 kg |
| Złoto                | Jurij Własow | kategoria wagowa ponad 90 kg            | 537,5 kg< |
| Srebro               | Trofim Łomakin | kategoria wagowa 82,5 – 90 kg           | 457,5 kg |
| Skoki do wody        | |                                         | |
| Brąz                 | Ninel Krutowa | wieża – 10 m                            | 86,99 pkt |
| Strzelectwo          | |                                         | |
| Złoto                | Aleksiej Guszczin | pistolet dowolny 50 m                   | 560 pkt< |
| Złoto                | Wiktor Szamburkin | karabin małokalibrowy 3 postawy 50 m    | 1149 pkt |
| Srebro               | Machmud Umarow | pistolet dowolny 50 m                   | 552 pkt |
| Srebro               | Marat Nyýazow | karabin małokalibrowy 3 postawy 50 m    | 1145 pkt |
| Brąz                 | Aleksandr Zabielin | pistolet szybkostrzelny 25 m            | 587 pkt |
| Brąz                 | Wasilij Borisow | karabin dowolny 3 postawy 300 m         | 1127 pkt |
| Brąz                 | Siergiej Kalinin | trap                                    | 190 pkt |
| Szermierka           | |                                         | |
| Złoto                | Wiktor Żdanowicz | floret indywidualnie                    | 7 wygranych walk |
| Złoto                | Wiktor Żdanowicz Jurij Sisikin Mark Midler Gierman Swiesznikow Jurij Rudow | floret drużynowo                        | 9 wygranych walk |
| Złoto                | Walentina Rastworowa Galina Gorochowa Tatjana Pietrenko Ludmiła Sziszowa Walentina Prudskowa Aleksandra Zabielina                                                                                      | floret drużynowo                        | 9 wygranych walk |
| Srebro               | Jurij Sisikin | floret indywidualnie                    | 4 wygrane walki |
| Srebro               | Walentina Rastworowa | floret indywidualnie                    | 5 wygranych walk |
| Brąz                 | Bruno Habārovs | szpada indywidualnie                    | 4 wygrane walki |
| Brąz                 | Bruno Habārovs Guram Kostawa Arnold Czernuszewicz Walentin Czernikow Aleksandr Pawłowski | szpada drużynowo                        | 6 wygranych walk |
| Wioślarstwo          | |                                         | |
| Złoto                | Wiaczesław Iwanow | jedynka                                 | 7:13,96 |
| Złoto                | Walentin Boriejko Oleg Gołowanow | dwójka bez sternika                     | 7:02,01 |
| Srebro               | Aleksandr Bierkutow Jurij Tiukałow | dwójka podwójna                         | 6:50,49 |
| Srebro               | Antanas Bagdonavičius Zigmas Jukna Igor Rudakow | dwójka ze sternikiem                    | 7:30,17 |
| Brąz                 | Igor Achriemczik Jurij Baczurow Walentin Morkowkin Anatolij Tarabrin | czwórka bez sternika                    | 6:29,62 |
| Zapasy               | |                                         | |
| Złoto                | Oleg Karawajew | waga kogucia w stylu klasycznym         | W finale pokonał reprezentanta Rumunii Iona Cerneę                                                                   |
| Złoto                | Awtandił Koridze | waga lekka w stylu klasycznym           | W finale pokonał reprezentanta Jugosławii Branko Martinovića                                                         |
| Złoto                | Iwan Bohdan | waga ciężka w stylu klasycznym          | W finale pokonał reprezentanta Niemiec Wilfrieda Dietricha                                                           |
| Srebro               | Wołodymyr Syniawski | waga lekka w stylu wolnym               | W finale przegrał z reprezentantem USA Shelbym Wilsonem                                                              |
| Srebro               | Georgij Szirtladze | waga średnia w stylu wolnym             | W finale przegrał z reprezentantem Turcji Hasanem Güngörem                                                           |
| Brąz                 | Konstantin Wyrupajew | waga piórkowa w stylu klasycznym        | W ostatniej rundzie wygrał z reprezentantem Włoch Umberto Trippem                                                    |
| Brąz                 | Giwi Kartozia | waga półciężka w stylu klasycznym       | W rundzie przegrał z reprezentantem Turcji Tevfikiem Kışem                                                           |
| Brąz                 | Władimir Rubaszwili | waga piórkowa w stylu wolnym            | W ostatniej rundzie wygrał z reprezentantem Bułgarii Stancho Ivanovem                                                |
| Brąz                 | Anatolij Ałbuł | waga półciężka w stylu wolnym           | W ostatniej rundzie poddał się reprezentantowi Szwecji Vikingowi Palmowi                                             |
| Brąz                 | Sawkudz Dzarasow | waga ciężka w stylu wolnym              | W ostatniej rundzie przegrał z reprezentantem Niemiec Wilfrieda Dietricha                                            |
| Żeglarstwo           | |                                         | |
| Złoto                | Timir Piniegin Fiodor Szutkow | klasa Star                              | 7,619 pkt |
| Srebro               | Aleksander Tšutšelov | klasa Finn                              | 6,520 pkt |

## Skład kadry

### Boks
Waga musza
- Siergiej Siwko – srebrny medal

Waga kogucia
- Oleg Grigorjew – złoty medal

Waga piórkowa
- Boris Nikonorow – ćwierćfinały

Waga lekka
- Wilikton Barannikow – ćwierćfinały

Waga lekkopółśrednia
- Wladimir Jengibarian – ćwierćfinały

Waga półśrednia
- Jurij Radoniak – srebrny medal

Waga lekkośrednia
- Boris Łagutin – brązowy medal

Waga średnia
- Jewgienij Fieofanow – brązowy medal

Waga półciężka
- Giennadij Szatkow – ćwierćfinały

Waga ciężka
- Andriej Abramow – ćwierćfinały

### Gimnastyka

#### Mężczyźni
Wielobój indywidualnie
- Boris Szachlin – złoty medal
- Jurij Titow – brązowy medal
- Albert Azarian – 11. miejsce
- Władimir Portnoj – 12. miejsce
- Nikołaj Miliguło – 13. miejsce
- Walerij Kierdiemielidi – 17. miejsce

Wielobój drużynowo
- Boris Szachlin, Jurij Titow, Albert Azarian, Władimir Portnoj, Nikołaj Miliguło, Walerij Kierdiemielidi – srebrny medal

Ćwiczenia na podłodze
- Jurij Titow – srebrny medal
- Boris Szachlin – odpadł w eliminacjach
- Albert Azarian – odpadł w eliminacjach
- Władimir Portnoj – odpadł w eliminacjach
- Nikołaj Miliguło – odpadł w eliminacjach
- Walerij Kierdiemielidi – odpadł w eliminacjach

Skok
- Boris Szachlin – złoty medal
- Władimir Portnoj – brązowy medal
- Jurij Titow – 4. miejsce
- Albert Azarian – odpadł w eliminacjach
- Nikołaj Miliguło – odpadł w eliminacjach
- Walerij Kierdiemielidi – odpadł w eliminacjach

Poręcz
- Boris Szachlin – złoty medal
- Jurij Titow – 5. miejsce
- Władimir Portnoj – odpadł w eliminacjach
- Albert Azarian – odpadł w eliminacjach
- Nikołaj Miliguło – odpadł w eliminacjach
- Walerij Kierdiemielidi – odpadł w eliminacjach

Drążek
- Boris Szachlin – złoty medal
- Jurij Titow – 5. miejsce
- Władimir Portnoj – odpadł w eliminacjach
- Albert Azarian – odpadł w eliminacjach
- Nikołaj Miliguło – odpadł w eliminacjach
- Walerij Kierdiemielidi – odpadł w eliminacjach

Kółka
- Albert Azarian – złoty medal
- Boris Szachlin – srebrny medal
- Jurij Titow – 6. miejsce
- Władimir Portnoj – odpadł w eliminacjach
- Nikołaj Miliguło – odpadł w eliminacjach
- Walerij Kierdiemielidi – odpadł w eliminacjach

Koń z łęgami 
- Boris Szachlin – złoty medal
- Jurij Titow – 5. miejsce
- Albert Azarian – złoty medal
- Władimir Portnoj – odpadł w eliminacjach
- Nikołaj Miliguło – odpadł w eliminacjach
- Walerij Kierdiemielidi – odpadł w eliminacjach

#### Kobiety
Wielobój indywidualnie
- Łarysa Łatynina – złoty medal
- Sofja Muratowa – srebrny medal
- Polina Astachowa – brązowy medal
- Margarita Nikołajewa – 4. miejsce
- Lidija Iwanowa – 7. miejsce
- Tamara Zamotajłowa – 89. miejsce

Wielobój drużynowo
- Łarysa Łatynina, Sofja Muratowa, Polina Astachowa, Margarita Nikołajewa, Lidija Iwanowa, Tamara Zamotajłowa – złoty medal

Ćwiczenia na podłodze
- Łarysa Łatynina – złoty medal
- Polina Astachowa – srebrny medal
- Tamara Zamotajłowa – brązowy medal
- Sofja Muratowa – 5. miejsce
- Margarita Nikołajewa – odpadła w eliminacjach
- Lidija Iwanowa – odpadła w eliminacjach

Skok
- Margarita Nikołajewa – złoty medal
- Sofja Muratowa – srebrny medal
- Łarysa Łatynina – brązowy medal
- Polina Astachowa – 6. miejsce
- Tamara Zamotajłowa – odpadła w eliminacjach
- Lidija Iwanowa – odpadła w eliminacjach

Poręcz
- Polina Astachowa – złoty medal
- Łarysa Łatynina – srebrny medal
- Tamara Zamotajłowa – brązowy medal
- Sofja Muratowa – 4. miejsce
- Margarita Nikołajewa – odpadła w eliminacjach
- Lidija Iwanowa – odpadła w eliminacjach

Równoważnia
- Łarysa Łatynina – srebrny medal
- Sofja Muratowa – brązowy medal
- Margarita Nikołajewa – 4. miejsce
- Polina Astachowa – odpadła w eliminacjach
- Tamara Zamotajłowa – odpadła w eliminacjach
- Lidija Iwanowa – odpadła w eliminacjach

### Jeździectwo
Ujeżdżenie indywidualne
- Siergiej Fiłatow – złoty medal
- Iwan Kalita – 5. miejsce

WKKW indywidualnie
- Sajbattał Mursalimow – 5. miejsce
- Lew Bakłyszkin – 7. miejsce
- Jurij Smysłow – DNF
- Boris Konkow – DNF

WKKW drużynowo
- Sajbattał Mursalimow, Lew Bakłyszkin, Jurij Smysłow, Boris Konkow – DNF

Skoki przez przeszkody indywidualnie
- Andriej Faworski – DNF
- Fiodor Mietielkow – DNF
- Erniest Szabajło – DNF

Skoki przez przeszkody drużynowo
- Andriej Faworski, Fiodor Mietielkow, Erniest Szabajło – DNF

### Kajakarstwo

#### Mężczyźni
K-1 1000 m
- Ibragim Chasanow – 4. miejsce

K-2 1000 m
- Mykolas Rudzinskas, Iwan Hołowaczow – 4. miejsce

K-4 1000 m 
- Igor Pisariew, Anatolij Kononienko, Fedir Lachowśkyj, Wołodymyr Natałucha – 5. miejsce

C-1 1000 m
- Aleksandr Siłajew – złoty medal

C-2 1000 m
- Leonid Giejsztor, Siergiej Makarienko – złoty medal

#### Kobiety
K-1 500 m
- Antonina Sieriedina – złoty medal

K-2 500 m
- Marija Szubina, Antonina Sieriedina – złoty medal

### Kolarstwo
Wyścig ze startu wspólnego
- Wiktor Kapitonow – złoty medal
- Jurij Mielichow – 4. miejsce
- Jewgienij Klewcow – 33. miejsce
- Gajnan Sajdchużyn – 34. miejsce

Drużynowa jazda na czas
- Wiktor Kapitonow, Jurij Mielichow, Jewgienij Klewcow, Aleksiej Pietrow – brązowy medal

Sprint
- Boris Wasiljew – odpadł w eliminacjach
- Imants Bodnieks – odpadł w eliminacjach

1 km
- Rostisław Wargaszkin – brązowy medal

Tandemy
- Boris Wasiljew, Władimir Leonow – brązowy medal

Wyścig drużynowy na dochodzenie 
- Stanisław Moskwin, Wiktor Romanow, Łeonid Kołumbet, Arnold Belgardt – brązowy medal

### Koszykówka
Mężczyźni
- Giennadij Wolnow, Aleksandr Pietrow, Wiktor Zubkow, Jurij Korniejew, Jānis Krūmiņš, Michaił Siemionow, Wladimer Ugrechelidze, Guram Minaszwili, Albert Waltin, Maigonis Valdmanis, Cēzars Ozers, Valdis Muižnieks – srebrny medal

### Lekkoatletyka

#### Mężczyźni
100 m
- Edwin Ozolin — odpadł w eliminacjach
- Jurij Konowałow — odpadł w eliminacjach
- Gusman Kosanow — odpadł w eliminacjach

200 m
- Jurij Konowałow — odpadł w eliminacjach
- Wadym Archypczuk — odpadł w eliminacjach
- Łeonid Barteniew — odpadł w eliminacjach

400 m
- Konstantin Graczow — odpadł w eliminacjach

800 m
- Abram Krywoszeew —  odpadł w eliminacjach
- Walerij Bułyszew —  odpadł w eliminacjach
- Wasilij Sawinkow —  odpadł w eliminacjach

1500 m
- Jewgienij Momotkow — odpadł w eliminacjach

5000 m
- Aleksandr Artyniuk — 9. miejsce
- Jurij Zacharow — odpadł w eliminacjach
- Boris Jefimow — odpadł w eliminacjach

10 000 m
- Piotr Bołotnikow — złoty medal
- Aleksiej Diesiatczikow — 4. miejsce
- Jewgienij Żukow — 16. miejsce

Maraton
- Konstantin Worobjow — 4. miejsce
- Siergiej Popow — 5. miejsce
- Nikołaj Rumiancew — 11. miejsce

110 m przez płotki
- Walentin Czistiakow — 6. miejsce
- Mykoła Berezucki — odpadł w eliminacjach
- Anatolij Michajłow — odpadł w eliminacjach

400 m przez płotki
- Gieorgij Czewyczałow — odpadł w półfinale
- Arnold Macułewycz — odpadł w eliminacjach
- Boris Kriunow — odpadł w eliminacjach

3000 m przez przeszkody
- Nikołaj Sokołow — srebrny medal
- Siemion Rżyszczyn — brązowy medal
- Aleksiej Konow — 8. miejsce

4 × 100 m
- Gusman Kosanow, Łeonid Barteniew, Jurij Konowałow, Edwin Ozolin — srebrny medal

4 × 200 m
- Konstantin Graczow, Boris Kriunow, Władimir Polaniczew, Arnold Macułewycz — odpadli w eliminacjach

Chód na 20 km
- Wołodymyr Hołubnyczy — złoty medal
- Anatolij Wiediakow — DNF
- Giennadij Sołodow — DNF

Chód na 50 km
- Ołeksandr Szczerbyna — 4. miejsce
- Anatolij Wiediakow — 9. miejsce
- Grigorij Klimow — DNF

Skok wzywż
- Robert Szawłakadze — złoty medal
- Walerij Brumel — srebrny medal
- Wiktor Bolszow — 4. miejsce

Skok o tyczce
- Ihor Petrenko — 6. miejsce
- Jānis Krasovskis — 13. miejsce
- Władimir Bułatow — DNS

Skok w dal
- Igor Ter-Owanesian — brązowy medal
- Dmytro Bondarenko — 8. miejsce
- Rewaz Kwaczakidze — odpadł w eliminacjach

Trójskok
- Władimir Goriajew — srebrny medal
- Witold Kriejer — odpadł w eliminacjach
- Jewgienij Michajłow — brązowy medal

Pchnięcie kulą
- Wiktor Lipsnis — 4. miejsce

Rzut dyskiem
- Wiktor Kompanijeć — 6. miejsce
- Kim Buchancow — 8. miejsce
- Władimir Trusieniow — 15. miejsce

Rzut młotem
- Wasilij Rudienkow — złoty medal
- Anatolij Samocwietow — 7. miejsce
- Jurij Nikulin — 10. miejsce

Rzut oszczepem
- Wiktor Cybułenko — złoty medal
- Mart Paama — 11. miejsce
- Iwan Siwoplasow — odpadł w eliminacjach

Dziesięciobój
- Wasilij Kuzniecow — brązowy medal
- Jurij Kutenko — 4. miejsce
- Iuri Diaczkowi — DNF

#### Kobiety
100 m
- Marija Itkina — 4. miejsce
- Wira Krepkina — odpadła w eliminacjach
- Irina Press — DNS

200 m
- Marija Itkina — 4. miejsce
- Wałentyna Masłowska — odpadła w eliminacjach
- Ludmiła Samotiosowa — odpadła w eliminacjach

800 m
- Ludmiła Łysenko — złoty medal
- Zinaida Matistowicz — odpadła w eliminacjach
- Jekatierina Parluk — odpadła w eliminacjach

80 m przez płotki
- Irina Press — złoty medal
- Galina Bystrowa — 5. miejsce
- Rimma Koszelowa — 6. miejsce

4 × 100 m
- Wira Krepkina, Wałentyna Masłowska, Marija Itkina, Irina Press — 4. miejsce

Skok wzywż
- Galina Dola — 4. miejsce
- Taisija Czenczik — 5. miejsce
- Walentina Bałłod — 15. miejsce

Skok w dal
- Wira Krepkina — złoty medal
- Ludmyła Radczenko — 5. miejsce
- Walentina Szaprunowa — 8. miejsce

Pchnięcie kulą
- Tamara Press — złoty medal
- Zinaida Dojnikowa — 5. miejsce
- Galina Zybina — 7. miejsce

Rzut dyskiem
- Nina Ponomariowa — złoty medal
- Tamara Press — srebrny medal
- Jewgienija Kuzniecowa — 5. miejsce

Rzut oszczepem
- Elvīra Ozoliņa — złoty medal
- Birutė Kalėdienė — brązowy medal
- Alewtina Szastitko — 8. miejsce

### Pięciobój nowoczesny
Indywidualnie
- Igor Nowikow – 5. miejsce
- Nikołaj Tatarinow –  6. miejsce
- Hanno Selg – 10. miejsce

Drużynowo
- Nikołaj Tatarinow, Igor Nowikow, Hanno Selg – srebrny medal

### Piłka wodna
Turniej mężczyzn
- Petre Mszwenieradze, Boris Gojchman, Wiktor Agiejew, Wiaczesław Kuriennoj, Leri Gogoladze, Giwi Czikwanaia, Anatolij Kartaszow, Jurij Grigorowski, Władimir Siemionow, Jewgienij Salcyn, Władimir Nowikow – srebrny medal

### Pływanie

#### Mężczyźni
100 m stylem dowolnym
- Igor Łużkowski – 14. miejsce
- Witalij Sorokin – 23. miejsce

400 m stylem dowolnym
- Leonid Kolesnikow – DNF

1500 m stylem dowolnym
- Giennadij Androsow – 16. miejsce

4 × 200 m stylem dowolnym
- Igor Łużkowski, Giennadij Nikołajew, Witalij Sorokin, Boris Nikitini, Serhij Towstopłet – 8. miejsce

100 m stylem grzbietowym
- Łeonid Barbijer – 5. miejsce
- Veiko Siimar – 8. miejsce

200 m stylem klasycznym
- Arkadij Hołowczenko – 9. miejsce
- Heorhij Prokopenko – 10. miejsce

200 m stylem motylkowym
- Walentin Kuzmin – 7. miejsce
- Grigorij Kisielow – 11. miejsce

4 × 100 m stylem zmiennym
- Łeonid Barbijer, Leonid Kolesnikow, Grigorij Kisielow, Igor Łużkowski – 5. miejsce

#### Kobiety
100 m stylem dowolnym
- Marina Szamal – 17. miejsce
- Ulvi Voog – 19. miejsce

4 × 100 m stylem dowolnym
- Irina Lachowska, Ulvi Voog, Galina Sosnowa, Marina Szamal – 8. miejsce

100 m stylem grzbietowym
- Łarisa Wiktorowa – 10. miejsce
- Ludmyła Klipowa – 19. miejsce

200 m stylem klasycznym
- Ludmiła Korobowa – 21. miejsce
- Eve Maurer – 22. miejsce

100 m stylem motylkowym
- Zinaida Biełowiecka – 17. miejsce
- Walentina Pozniak – 18. miejsce

4 × 100 m stylem zmiennym
- Łarisa Wiktorowa, Ludmiła Korobowa, Zinaida Biełowiecka, Marina Szamal, Walentina Pozniak – 8. miejsce

### Podnoszenie ciężarów
- Jewgienij Minajew – złoty medal, waga piórkowa
- Wiktor Buszujew – złoty medal, waga lekka
- Aleksandr Kurynow – złoty medal, waga średnia
- Arkadij Worobjow – złoty medal, waga półciężka
- Trofim Łomakin – srebrny medal, waga półciężka
- Jurij Własow – złoty medal, waga ciężka

### Skoki do wody

#### Mężczyźni
Trampolina 3 m
- Jurij Mielnikow – 12. miejsce
- Wiaczesław Czernyszow – 17. miejsce

Wieża 10 m
- Giennadij Gałkin – 6. miejsce
- Anatolij Sysojew – 8. miejsce

#### Kobiety
Trampolina 3 m
- Niniel Krutowa – 5. miejsce
- Jelena Kosołapowa – 11. miejsce

Wieża 10 m
- Niniel Krutowa – brązowy medal
- Raisa Gorochowska – 5. miejsce

### Strzelectwo
Pistolet szybkostrzelny 25 m
- Aleksandr Zabielin – brązowy medal
- Jewgienij Czerkasow – 12. miejsce

Pistolet 50 m
- Aleksiej Guszczin – złoty medal
- Machmud Umarow – srebrny medal

Karabin dowolny 3 postawy 300 m
- Wasilij Borisow – brązowy medal
- Mojsej Itkis – 5. miejsce

Karabin małokalibrowy 3 postawy 50 m
- Wiktor Szamburkin – złoty medal
- Marat Nijazow – srebrny medal

Karabin małokalibrowy leżąc 50 m
- Wasilij Borisow – 4. miejsce
- Marat Nijazow – 9. miejsce

Trap
- Siergiej Kalinin – brązowy medal
- Jurij Nikandrow – 15. miejsce

### Szermierka

#### Mężczyźni
Floret
- Wiktor Żdanowicz – złoty medal
- Jurij Sisikin – srebrny medal
- Mark Midler – 5. miejsce

Floret drużynowo
- Wiktor Żdanowicz, Jurij Sisikin, Mark Midler, Gierman Swiesznikow, Jurij Rudow – złoty medal

Szpada
- Bruno Habārovs – brązowy medal
- Guram Kostawa – odpadł w eliminacjach
- Arnold Czernuszewicz – odpadł w eliminacjach

Szpada drużynowo
- Bruno Habārovs, Guram Kostawa, Arnold Czernuszewicz, Walentin Czernikow, Aleksandr Pawłowski – brązowy medal

Szabla
- Dawid Tyszler – 7. miejsce
- Jakow Rylski – 7. miejsce
- Nugzar Asatiani – odpadł w eliminacjach

Szabla drużynowo
- Jewhen Czerepowśkyj, Umiar Mawlichanow, Nugzar Asatiani, Dawid Tyszler, Jakow Rylski – 5. miejsce

#### Kobiety
Floret
- Walentina Rastworowa – srebrny medal
- Galina Gorochowa – 4. miejsce
- Aleksandra Zabielina – odpadła w eliminacjach

Floret drużynowo
- Walentina Rastworowa, Galina Gorochowa, Tatjana Pietrienko, Ludmiła Sziszowa, Walentina Prudskowa, Aleksandra Zabielina – złoty medal

### Wioślarstwo
Jedynka mężczyzn
- Wiaczesław Iwanow – złoty medal

Dwójka podwójna mężczyzn
- Aleksandr Bierkutow, Jurij Tiukałow – srebrny medal

Dwójka bez sternika mężczyzn
- Oleg Gołowanow, Walentin Boriejko – złoty medal

Dwójka ze sternikiem mężczyzn
- Antanas Bagdonavičius, Zigmas Jukna, Igor Rudakow – srebrny medal

czwórka bez sternika mężczyzn
- Igor Achriemczik, Jurij Baczurow, Walentin Morkowkin, Anatolij Tarabrin – brązowy medal

czwórka ze sternikiem mężczyzn
- Oleg Aleksandrow, Igor Chochłow, Boris Fiodorow, Walentin Zanin, Igor Rudakow – 4. miejsce

ósemka mężczyzn
- Michaił Balenkow, Wiktor Barinow, Wiktor Bogaczew, Woldiemar Dundur, Nikołaj Gomołko, Boris Gorochow, Leonid Iwanow, Władimir Malik, Jurij Łoriencson – odpadli w eliminacjach

### Zapasy
- Iwan Koczergin – 5. miejsce, 52 kg styl klasyczny
- Oleg Karawajew – złoty medal, 57 kg styl klasyczny
- Konstantin Wyrupajew – brązowy medal, 62 kg styl klasyczny
- Awtandił Koridze – złoty medal, 67 kg styl klasyczny
- Grigorij Gamarnik – 5. miejsce, 73 kg styl klasyczny
- Nikołaj Czuczałow – 5. miejsce, 79 kg styl klasyczny
- Giwi Kartozia – brązowy medal, 87 kg styl klasyczny
- Iwan Bohdan – złoty medal, +87 kg styl klasyczny

- Ali Alijew – 6. miejsce, 52 kg styl wolny
- Michaił Szachow – 6. miejsce, 57 kg styl wolny
- Władimir Rubaszwili – brązowy medal, 62 kg styl wolny
- Wołodymyr Syniawski – srebrny medal, 67 kg styl wolny
- Wachtang Balawadze – 11. miejsce, 73 kg styl wolny
- Georgij Szirtladze – srebrny medal, 79 kg styl wolny
- Anatolij Ałbuł – brązowy medal, 87 kg styl wolny
- Sawkudz Dzarasow – brązowy medal, +87 kg styl wolny

### Żeglarstwo
Klasa Finn
- Aleksandr Czuczełow – srebrny medal

Klasa Star
- Timir Piniegin, Fiodor Szutkow – złoty medal

Klasa Dragon
- Eduard Stajson, Nikołaj Jepifanow, Wiaczesław Możajew – 16. miejsce

Latający Holender
- Aleksandr Szełkownikow, Wiktor Pilczin – 6. miejsce

Klasa 5,5 m
- Wiktor Gorłow, Konstantin Mielgunow, Pawieł Parszyn – 14. miejsce